# Santo Expedito
Santo Expedito là một đô thị ở bang São Paulo của Brasil. Đô thị này nằm ở vĩ độ 21º51'02" độ vĩ nam và kinh độ 51º23'32" độ vĩ tây, trên khu vực có độ cao 416 m. Dân số năm 2004 ước tính là 2.682 người. Đô thị này có diện tích 94,227 km². Sông do Peixe chảy qua Santo Expedito. 
Về giao thông, tuyến xa lộ SP-501 chạy qua Santo Expedito.